# Сорокоумов, Василий Флегонтович
Василий Флегонтович Сорокоумов (29 декабря 1902 года, Ярославль — 22 декабря 1956 года, Ростов-на-Дону) — советский военный деятель, генерал-майор (18 мая 1943 года).

## Начальная биография
Василий Флегонтович Сорокоумов родился 29 декабря 1902 года в Ярославле.

## Военная служба

### Довоенное время
В июле 1921 года призван в ряды РККА и направлен на учёбу в Московскую артиллерийскую школу имени Л. Б. Красина, по окончании которой оставлен при школе и служил командиром взвода, курсовым командиром батареи, пом. командира и командиром батареи.
С мая 1931 года В. Ф. Сорокоумов исполнял должность помощника начальника 2-го отдела 6-го сектора Артиллерийского управления РККА. В октябре того же года направлен на учёбу в Военную академию механизации и моторизации имени И. В. Сталина, после окончания которой в декабре 1936 года назначен на должность командира мотомеханизированного батальона 13-й авиадесантной бригады особого назначения (Киевский военный округ).
В августе 1938 года майор В. Ф. Сорокоумов переведён на Дальний Восток, где назначен начальником штаба 23-й танковой бригады (1-я отдельная Краснознамённая армия), а в марте 1941 года — начальником штаба 58-й танковой дивизии (30-й механизированный корпус, Дальневосточный фронт).

### Великая Отечественная война
С началом войны находился на прежней должности.
29 сентября 1941 года подполковник В. Ф. Сорокоумов назначен на должность командира Уссурийской танковой дивизии (1-я Краснознамённая армия), в апреле 1942 года — на должность заместителя начальника Автобронетанкового управления Дальневосточного фронта по боевому использованию и применению танков, в июле — на должность заместителя командира 5-го стрелкового корпуса (1-я Краснознамённая армия), а 10 октября 1942 года полковник В. Ф. Сорокоумов переведён на должность командира 66-й стрелковой дивизии (35-я армия, Дальневосточный фронт), которая выполняла задачи по охране государственной границы СССР в Приморье, а также занималась боевой подготовкой и создавала оборонительные рубежи на границе.
В ноябре 1944 года переведён на должность начальника штаба 10-го механизированного корпуса, выполнявшего задачи по прикрытию советской государственной границы в Приморье, а во время советско-японской войны принимавшего участие в ходе Харбино-Гиринской наступательной операции.

### Послевоенная карьера
После окончания войны находился на прежней должности. Корпус дислоцировался в районе Пхеньяна. Вскоре генерал-майор В. Ф. Сорокоумов направлен на учёбу в Высшую военную академию имени К. Е. Ворошилова, после окончания которой в июне 1948 года назначен на должность начальника штаба 3-й отдельной гвардейской кадровой танковой дивизии (Группа советских войск в Германии), которая в мае 1949 года была переформирована в 3-ю гвардейскую механизированную армию, а генерал-майор В. Ф. Сорокоумов назначен начальником штаба армии, в том же году исполнял должность командующего этой армией.
В декабре 1951 года назначен командующим бронетанковыми и механизированными войсками Донского военного округа, а в феврале 1954 года — военным советником командующего бронетанковыми и механизированными войсками 10-го управления Генштаба Вооружённых Сил СССР.
Генерал-майор Василий Флегонтович Сорокоумов с июля 1956 года находился в распоряжении Главного управления кадров и в сентябре назначен начальником военной кафедры Ростовского института сельскохозяйственного машиностроения. Умер 22 декабря того же года в Ростове-на-Дону. Похоронен на Ваганьковском кладбище.

## Награды
- Орден Ленина (05.11.1946);
- Три ордена Красного Знамени (03.11.1944, 29.09.1945, 19.11.1951);
- Медали.